# Ægsporesvampe
Ægsporealger (eller ægsporesvampe) (Oomycota, Oomycetes) er en gruppe svampe-lignende mikroorganismer.
Til gruppen af ægsporealger hører en række frygtede planteparasitarter.
Ægsporealgerne var tidligere klassificeret som svampe,
og man har grupperet blandt andet følgende familier som ægsporealger: Monoblepharidaceæ, Saprolegniaceæ, Peronosporaceæ,
Chytridiaceæ, Cladochytriaceæ, Olpidiaceæ,
Synchytriaceæ.
Ægsporealgerne anses ikke længere som ægte svampe.
De tilhører riget Stramenopila og er beslægtet med brunalger.
Blandt ægsporealgearter findes kartoffelskimmel (Phytophthora infestans).
Ægsporealgernes cellevægge består fortrinsvis af cellulose i modsætning til cellevæggene hos ægte svampe der består af kitin.